# Юный полководец
«Юный полководец» (кор. 소년장수 Сонён-джансу; также существует вариант перевода «Юный богатырь») — северокорейский мультсериал, снятый Корейской студией мультипликационных фильмов имени 26 апреля. Состоит из двух сезонов по 50 серий каждый. Первый сезон транслировался с 1981/82 по 1997 год, после чего производство новых серий было заморожено.
Спустя два года после того как заморозили «Бурундук и Ёжик», в 2014 году, было объявлено о продолжении «Юного полководца»: новые серии начали выходить в эфир в августе 2015 года. Финальный 100-й эпизод был выпущен 22 декабря 2019 года.
Данный мультсериал — самый популярный мультфильм КНДР, наряду с «Бурундук и Ёжик» и «Умный енот». Также  пользователи южнокорейских сетей были удивлены развитием качества северокорейской анимации.
Существует также адаптация на арабском языке к первому сезону мультсериала, под названием Храбрый Фарес (араб. الفارس الشجاع Аль Фарес Аль Шуджау, также существует вариант «Храбрый рыцарь»). 50 эпизодов первого сезона в адаптации вместились в 44.

## Сюжет
Действие мультсериала происходят на Корейском полуострове и его окрестностях в эпоху Самгук, а конкретнее, в Когурё, почти целиком (не считая первой серии) выпадая на время Когурёско-суйских войн и охватывая промежуток с 596 и по 614 годы (поскольку после 596 года в первой серии в следующей идёт 599, можно предположить что конфликт 598 года не вошёл в рамки мультсериала).
Сюжет разворачивается вокруг когурёсца по имени Свеме, будущее которого было предопределено — стать военачальником, который будет защищать Когурё как от иноземных захватчиков, так и от предателей. Во время защиты своего государства Свеме находит новых врагов и новых друзей, которые помогают ему в борьбе против первых. За всё время мультсериала и герои, и антагонисты взрослеют, в связи с чем первый сезон охватывает промежуток в три года, второй — в 13 лет.

### I сезон

#### 1-12
Свеме узнаёт о смерти своего отца и решает пойти по его стопам и стать воином. Спустя три года, случаются соревнования по охоте, в которой Свеме в одиночку справляется с тигром и доставляет его губернатору на ковёр. Это не устраивает Пэкко и его сына Хоби, которые должны были победить в охоте. В это же время, на крепость Ынха, за стенами которой живут главные герои, извне нападают племена, которых возглавляет вождь по имени Тведжи, с которым находятся в сговоре семья Хоби. В ходе первого сражения Свеме с войсками Тведжи, которых он без проблем раскидывает, несмотря на свой юный возраст, он оказывается подстрелен в спину никем иным, как Хоби, в результате чего попадает вождю в плен, но сбегает оттуда, благодаря старцу из Когурё. По его возвращении семья Хоби лжесвидетельствует против Свеме, в результате чего того несправедливо обвиняют и сажают в тюрьму, но в конечном итоге он, благодаря Кукхве, доказывает свою невиновность, когда спасает от смерти генерала Пихёнджана и убивает Пэкко и его слугу Кеммо, но Хоби сбегает и обнаруживает мать Свеме в бессознательном состоянии. В начале намереваясь убить её, но его останавливает брат вождя по имени Чхокпари, и приводит их обоих своему вождю. В ходе интриг, каждая из которых оканчивается провалом, Тведжи решает атаковать замок Ынха в открытую, и у стен терпит поражение и попадает в плен, вместе с Хоби, который в очередной раз решил убить Свеме, при этом мать последнего освобождают. Кроме Кукхвы, ему также начинает помогать сын погибшего к тому времени Пихёнджана по имени Едон. Но благодаря другому мальчику по имени Ириоши, Хоби сбегает из тюрьмы, несмотря на усилия со стороны Свеме, чего нельзя сказать о Тведжи, которого убивают. В конечном итоге, Свеме, со своими друзьями отправляется к крепость Чхонгу, на которую тоже происходят нападения.

#### 13-20
К крепости Чхонгу, наряду с когурёсцами, прибывают Хоби, Ириоши и Чхокпари, где вступают на службу к вождю по имени Согён, на стороне которого также находится генерал командующий крепостью по имени Усун, обеспечивающий прикрытие его дочери Ами, просьбы которой как раз исполняет Хоби. В той же крепости, герои знакомятся с братьям Унго и Нальсэ, которые соглашаются помогать им, после того как Хоби убил их отца. После многих месяцев неудач во взятии Чхонгу, атака проходит зимой. Согён оказывается повержен. Чхокпари и Хоби оказываются ранеными и уплывают на льдинах, тронувшихся от начавшегося в следствии сражения ледохода.

#### 21-33
Едон и Нальсэ решают повысить свои умения сражаться и обращаться с оружием, в результате чего отправляются в орден. Тем временем, выжившие Хоби и Ириоши объединяются и нападают на обоих. Всё бы завершилось не в пользу мальчишек, если бы негодяев не спугнули тигры, хозяином которых является мальчик по имени Помдон. Хоби и Ириоши плывут за море, пока наконец не попадают в плен к пиратам под командованием Нанджэнъи, которому они доказывают свою лояльность. В то же время открывается, что в ордене есть шпион в лице девушки по имени Мира, которая является приёмной дочерью пиратского барона. Она раскрывает свою сущность и похищает Кукхву. Также на остров Нанджэнъи проникает Унго, которого ловят и сажают в клетку, но в результате помощи Кукхвы он становится единственным, кто оттуда сбежал. Также происходит убийство Мастера, но несмотря на это, Едон, Помдон и Нальсэ, прошедшие у него обучение, прибывают на остров, где побеждают Миру и Хоби с Ириоши и спасают Кукхву. В конечном итоге, на остров прибывают Свеме и армия когурёсцев, и пираты с их лидером оказываются разгромлены. Вновь выжившие Хоби и Ириоши замечают Миру и плывут за ней. Также когурёсский губернатор, имя которому Ёнму, становится премьер-министром.

#### 34-39
В Когурё разрабатывается новое оружие, метающее горящие копья. Тем временем, выясняется что Чхокпари также выжил и Хоби с Мирой и Ириоши примыкают к нему. А к героям присоединяется девочка по имени Таллэ, которая является сестрой Помдона. Также выясняется что друг Свеме Пау находится в рядах Чхокпари и следит за их действиями. Одновременно с нападениями на Когурё, Мира пытается узнать правду о себе и, обнаружив на шее Чхокпари медальон со львом, который когда-то был у её родни, разрывает все связи с его армией и в ходе поединка с ним сбегает. В то же время, к Чхокпари приходят послы от империи Суй и её поданного Великого Атамана, к которым, после нападения Миры, он и уезжает, прихватив с собой Пау, Хоби и Ириоши.

#### 40-50
За время сражение с войсками Великого Атамана, выясняется что Таллэ является его родственницей, а потому равно как и Помдон имеет суйские корни. Тем не менее, она сильно полюбила Когурё, а потому решает шпионить в рядах Суй ради своих друзей. Погибают Ириоши и Чхокпари, а Хоби предаёт Великого Атамана и занимает его место, а самого свергнутого вождя в конечном итоге убивает никто иной как Таллэ. В то же время, Мира присоединяется к когурёсцам и оказывает им всестороннюю помощь, из-за чего конечно зарабатывает ненависть Хоби. Тем не менее, последний, как Великий Атаман, не успевает насладиться новообретённой властью, как Свеме со своими друзьями уничтожают все его войска, а сам Хоби падает со скалы в реку, вновь умудрившись выжить. Герои возвращаются в замок Ынха.

### II сезон

#### 51-59
По возвращении в крепость Ынха, принимается решение выдать Кукхву замуж за Свеме, а его самого повышают до командира императорской стражи, но выясняется, что Кукхва является принцессой соседнего государства Толтхан, у которого Суй уже похитили принца. В то же время Хоби выживает и, примкнувши к торговцам Субулю и Сидуку по пятам следует за когурёсцами. После своего раскрытия, он случайным образом попадает к своей матери, Соап, от которой его во младенчестве забрал Пэкко. Используя её наёмников, Хоби вновь принимается за старое, а ещё обнаруживает, что Согён, потерпевший поражение у крепости Чхонгу жив и стал министром юстиции суйского царства, а сын последнего Какта командует суйским отрядом Чёрный ветер. Свеме совершает поход из Толтхана в Суй и обратно, по дороге вызволив из плена принца. В конце концов, выясняется что принцессой является не Кукхва, а Мира и что её медальон — это символ власти. В конечном итоге, Какта, под видом когурёсца с именем Тубальджи, примыкает к героям и уезжает вместе с ними в Когурё, чтобы там выполнять план своего отца.

#### 60-65
Зима. Свеме наконец женится на Кукхве, тем временем Какта помогает когурёскому чиновнику и генералу Пэгуну, которого во времена осады Чхонгу спасли от употребления яда, но на момент действий Суй в Толтхане планирует сместить Премьер-министра чтобы занять его место. Хоби становится генералом суйской области Пина и совершает несколько набегов на Когурё, в одной из которых гибнет Согён. В конце концов, Пэгун лишается своей должности, а вместе с ней и своих привилегий, из-за чего клянётся отомстить как Свеме, так и Премьер-министру. Дочь Пэгуна, Соми, выходит той же зимой замуж за Хоби.

#### 66-70
Проходит три года, Едон и Нальсэ мужают, а у Свеме рождается сын Чхунму. Тем временем, в Суй, у Хоби и Соми также появились близнецы Соду и Ходу, а также погибает от отравления император Вэнь-ди, а его место занимает его сын, Ян Гуан, что говорит о том, что 66 серия приходится на 604 год, а время с 40 по 65 серии, таким образом происходят три года назад, в 601 году. Новый император собирает огромную армию для похода в Когурё, тогда же начинает действовать и Какта, которого в конечном итоге убивают. После отражения нескольких суйских нападений, когурёсцы переходят в наступление и добравшись до Ян Гуана, заставляют его принять капитуляцию. Тем не менее, суйский император оказывается этим не доволен и всё ещё хочет отомстить...

#### 71-75
Козни Суйского царства продолжаются, а Хоби со своим тестем Пэгуном продолжают участвовать в них. Из-за их козней погибает Ёнму, перед этим узнав и сообщив, что тот является отцом Кукхвы и, соответственно, тестем Свеме и дедушкой Чхунму. Также гибнет брат Соми, Ынчхун. В Суй, не без помощи Хоби, раскрывается тот факт что Таллэ на стороне Когурё и она чудом убегает из дворца, от которого проходит путь до Когурё. Тем временем, на Нальсэ начинает действовать девушка из Суй по имени Йонджи и, конечном итоге он поддаётся её влиянию и предаёт Когурё. Один из слуг Хоби, уносит Чхунму в лес, на съедение волкам

#### 76-80
Проходит ещё несколько лет и Чхунму становится юношей, а Едон становится генералом. Путешествуя со своим приёмным отцом по царству Суй, он встречает своего ровесника из Когурё по имени Ундо, у которого в Суйском царстве находится сестра на службе у Хоби, а потом и с сыном последнего, Ходу, последнего из которых он побеждает на ринге. В конечном итоге, Чхунму, Ходу и Ундо замечает Нальсэ и доставляет их троих с ещё несколькими добровольцами к Пэгуну, решившему создать новое Когурё, которым будет заменено старое, после своего предполагаемого падения. По мере этого, Чхунму также вспоминает своё прошлое в Когурё и своего отца, Свеме. Вместе с Ундо, которому он открывается, они получают приз на охоте, за принесённую добычу в виде Медведя и Барса (аллюзия на победу Свеме, когда тот ещё был мальчишкой). Он и ещё несколько добровольцев прибывают в Когурё, где оказываются пойманы в плен. Там же он получает возможность побыть со своей семьёй и увидеть своего младшего брата Чхунги. Эту идиллию прерывает Нальсэ, который чуть не убивает мать Свеме и, соответственно, бабушку Чхунму. Последний решает отправиться в Суй, в качестве шпиона. Для этого, он сбегает вместе с другими добровольцами. По прибытии он знакомится с близнецом Ходу, Соду и не без труда вытаскиевает из плена сестру Ундо.

#### 81-85
Вытащенным Чхунму людям, в том числе Соду и Ходу, приказывают отправляться в Толтхан, чтобы перекроить его под Суй. Там их ожидает Йонджи. Нальсэ тоже до туда добирается. Чхунму препятствует покушениям Суй на Миру и её брата, ставшего правителем Толтхана. После неудачи в обретении союзника в будущей войне против Когурё и убийства Йонджи Мирой, выжившие Ходу, Соду и Чхунму возвращаются в Суй ни с чем.

#### 86-94
Данный отрывок выпадает на 613-начало 614. В 613, Чхунму втирается в доверие Пэгуну, из-за чего погибает его приёмный отец. В том же году происходит восстание генерала Марёна, которое подавляют. После этого восстания, Чхунму становится командиром императорской стражи, а Хоби генералом, заменив Марёна. Чхунму продолжает откладывать нападение Суй на Когурё и в результате его действий гибнут Пэгун и Нальсэ. После последнего, Чхунму наконец-то возвращается на Родину, к своей семье. О его двойной игре узнаёт и Ян Гуан и идёт войной на Когурё.

#### 95-100
Война между Когурё и Суй, 614 год. Несмотря на то, что на первых порах наступление противника было успешным, в дальнейшем когурёсцы устраивают засады на суйские отряды. Многочисленные козни неприятеля оканчиваются провалом. В ходе военных действий гибнут Ундо и суйский премьер-министр Моголь. Ближе к концу, на помощь Когурё пребывает Мира с воинами из Толтхана. Израненный, после боя с Чхунму, Соду добирается сначала до отца, а потом до матери и обнаруживает свою родню и прислугу убитыми, после чего уезжает в неизвестном направлении. Его отцу и брату везёт значительно меньше и, после неудачной попытки договориться со Свеме, последний убивает Хоби, на сей раз окончательно. Уже утром, у когурёско-суйской границы сам Ян Гуан вступает в бой против Чхунму в котором проигрывает, но остаётся в живых только для того, чтобы подписать вторую унизительную капитуляцию и вернуться в Суй ни с чем. После окончательного поражения империи Суй, постаревший Свеме передаёт меч его отца своему сыну.

## Персонажи

### Положительные
- Свеме (쇠메) — главный герой мультсериала. Генерал Когурё, ставший им, ещё будучи подростком, в своём желании стать таким же, как и его отец, чтобы защитить Когурё. Свеме бесстрашный, находчивый, добрый и относится ко всем заведомо хорошо. Однако к врагам относится со всей допустимой жестокостью, хладнокровием и беспощадностью. Обладает сильной волей и лидерскими качествами, а также недюжинной физической силой, не свойственной людям его возраста, которая повышалась с годами и благодаря которой, наряду с навыками, является воином, способным выстоять против целой армии. При этом обладает незаурядным умом и хитростью. На момент второй серии было упоминание, что Свеме 15 лет и с момента пилотной серии прошло 3 года (поэтому в первом эпизоде всего мультсериала ему было 12 и на основе чего можно предположить, что он родился в 584 году), а на момент завершения мультфильма на сотой серии, возраст Свеме составляет 30 лет.

#### Родственники Свеме
- Кукхва (국화) — подруга детства Свеме, которому всячески помогает бороться с врагами. В начале второго сезона выяснилось, что она является принцессой Толтхана, но обратное доказано было только в 59 серии, после чего она вместе со Свеме вернулась обратно в Когурё и вышла за него замуж.
- Чансве (장쇠) — дед Кукхвы, был убит Хоби в 11 серии. Во втором сезоне, со слов матери Свеме, он говорил, что Кукхва принадлежала к знатному роду.
- Йонму (연무) — отец Кукхвы, губернатор, позже премьер-министр Когурё. Близкий друг Чхунбама и покровительствует его сыну Свеме.
- Чхунбам (춘범) — отец Свеме, умерший ещё до событий первой серии. Перед смертью успел попросить передать меч его сыну, когда тот вырастет.
- Чхунму (충무) — старший сын Свеме и Кукхвы.
- Чхунги (충기) — младший сын Свеме и Кукхвы.
- Пихёнджан (비형장)
- Едон (예동) — мальчик, впоследствии юноша. Сын Пихёнджана и названный брат Свеме, разделяющий с ним любовь к Когурё и всячески помогающий ему в борьбе с врагами. Ненавидит и презирает Хоби за то что он обманул его отца и за его попытки вредить Когурё. Умело орудует своим хлыстом.
- Нальсэ (날새) — младший брат Унго, отличительной чертой которого является родинка на левой щеке. Несмотря на то, что на протяжении долгого времени рука об руку с братом и Едоном защищал Когурё, заговорщица Йонджи сумела склонить его на свою сторону и в конечном итоге, в 75 серии Нальсэ предал Когурё и примкнул к царству Суй. С тех же самых пор покрыл своё лицо ожогами.
- Помдон (범동) — ровесник Едона и Нальсэ, брат Тале. Ещё во младенчестве был разлучён с сестрой в результате крушения и большую часть своей короткой жизни выживал в джунглях с тремя тиграми. Тем не менее, способен говорить человеческой речью.
- Таллэ (달래) — сестра Помдона.
- Унго (웅거)
- Пау (바우)
- Тальму (달무)

#### Толтхан
- Мира (미라) — героиня, которая раньше была антагонистом. В раннем возрасте была похищена у родного отца и воспитана на отдалённом острове как пиратская принцесса. Достаточно обучив её, пираты пристроили её в один орден под видом того, что перерезали сопровождающих её людей. Под руководством учителя она обучалась боевым искусствам на протяжении многих лет, из-за чего способна сражаться с когурёсцами на равных, при этом не прерывая связь с приёмным отцом. Спустя некоторое время после прихода Едона и Нальсэ раскрыла свою истинную сущность, тем самым объявив со своей стороны войну против Когурё.
- Субуль (수불)
- Сидук (시둑)

### Отрицательные
- Хоби (호비) — ровесник Свеме, главный антагонист всего мультсериала, который, тем не менее, находится на положении слуги и исполнителя у других злодеев. Отличительной чертой является плешь на полголовы с чёрными бакенбардами, с рождения, и одним единственным волоском на макушке, а также нос-пятак. С первой встречи невзлюбил Свеме, а после того как тот получил золотой пояс на охоте — и вовсе затаил на него злобу. По характеру полная противоположность Свеме: мерзкий, мстительный, неуравновешенный, вспыльчивый и жестокий. Обожает золото, украшения и власть. Тем не менее, он также труслив и раболепен, а потому всегда подчиняется сильнейшим. Однако, Хоби достаточно силён и за время повестования неоднократно демонстрировал свои способности разделаться с любыми противниками слабее защитников Когурё, против которых (даже если кто бы то ни было из них один) его умения довольно жалки. Ещё он считает себя очень талантливым и действительно обладает определенными талантами, но всё же уступает Свеме. Во втором сезоне он находит свою мать, тогда же проливается свет на то, что в младенчестве его отец забрал его у матери и перед тем как уйти, случайно уронил его. После женился на Соми, которая родила ему двух близнецов. Со второго сезона также показано, что он по-своему любит свою семью.

#### Родственники Хоби
- Пэкко (백고) — отец Хоби, по крайней мере такое впечатление поддерживалось до 
  - Кеммо — слуга Пэкко
- Соап (수압) — мать Хоби, бывшая жена Пэкко. Женоподобная версия своего сына, которого очень любит.
  - Комбо (곰보) — закадычный друг Пхэду, слуга Соап и, по совместительству, семьи Хоби.
  - Пхэду (패두) — закадычный друг Комбр, слуга Соап и, по совместительству, семьи Хоби.
- Пэгун (백운) — отец Ынчхуна и Соми, в первом сезоне и первых 15 сериях второго сезона когурёсский чиновник
- Ынчхун (은충) — сын Пэгуна, старший брат Соми.
- Соми (소미) — дочь Пэгуна, младшая сестра Ынчхуна.
- Ходу (호두) — сын Хоби и Соми, старший брат-близнец Соду.
- Соду (소두) — сын Хоби и Соми, брат-близнец Ходу. Соду намного более спокойный, чем его старший брат, но от этого он не менее жесток, расчётлив и садистичен. В финале добирается сначала до отца, потом по его наказу отправляется проведать мать. Добравшись до родительского очага, он обнаруживает своих мать и бабушку убитыми и наказывает виновного в убийстве Соми Комбо, который чахнет над сундуком его родителей. Оплакивая свою мать, Соду забирает все оставшиеся сокровища, которые хотела забрать его мать, и уезжает в неизвестном направлении, что делает его единственным выжившим из семьи Хоби.

#### Вожди и связные с ними
- Тведжи (돼지; Кабаний вождь) — первый военачальник, атаковавший Когурё. Обладает очень злобным и мерзким характером. Толст как бочонок, тем не менее, обладает недюжинной физической силой, что продемонстрировал во время схватки со Свеме. Но внутренне он труслив и первоначально хотел уйти, угрожая матери юного генерала. Был побеждён Свеме и взят в плен вместе с Хоби, который к нему примкнул. Был освобождён Ириоши в 11 серии, но почти сразу набросился на своего спасителя, за что вскоре был убит Чансве.
- Чхокпари (촉발이; Лысый вождь) — младший брат Тведжи и один из самых опасных его воинов. Высокий и поджарый, всегда ходит в плаще, с полосами ткани на запястьях и с голой грудью (однако в зимнее время надевает что-нибудь поверх неё), также имеет нос картошкой (хоть и небольшой), щетину и тонкие усы. Чхокпари очень скрытный, хитрый, коварный и вероломный, хладнокровный человек, который пойдёт на любую подлость, дабы достичь своих целей. Также стремится примкнуть к сильнейшим, хотя лидерские качества развиты у него хорошо. Чхокпари необычайно гибок, а в бою сражается двумя гасилами на цепях, которые обычно закрепляет на руках, а при необходимости может объединить их в подобие болы, и в бою является грозным противником. Тем не менее, его навыков на Свеме не хватило. Чхокпари также высокомерен, из-за чего зачастую недооценивает своих врагов. После поражения под стенами Чхонгу долгое время восстанавливался, лишился длинных волос на голове, облысел и какое-то время побыл Лысым вождём. Был убит Мирой.
- Согён (소경; Слепой вождь) — военачальник, к которому примкнули Хоби, Ириоши и Чхокпари после убийства их вождя и брата последнего. Обладает огромным (на две головы выше Свеме) ростом, крепким телосложением, огромной физической силой (смог голыми руками разорвать коня напополам) и прочностью, за счёт чего может на равных сражаться со Свеме. К тому же обладает незаурядным умом и коварством. Его глаза не открываются большую часть времени; это происходит только во время сильного эмоционального всплеска (особенно во время неудач). Имеет двух детей. Несмотря на свою спокойную натуру, Согён, тем не менее, довольно жесток и имеет вспыльчивый нрав: если что-то идёт не так, как он задумал, то он легко выходит из себя (тогда же и открываются его глаза). В молодости сражался огромной палицей, с возрастом променял её на трость со встроенным в неё клинком. В 20 серии, во время зимнего вторжения в Когурё, был побеждён Свеме и сброшен им в воду под толщи льда, но выжил. Спустя несколько лет, в 54 серии, вернулся уже постаревшим, стал министром юстиции Суйского царства и вновь завербовал Хоби, одновременно неоднократно пытаясь убить Свеме с помощью своих козней. Окончательно был убит в 62 серии.
  - Какта (각다) — сын Согёна на службе Суй, появился во втором сезоне. Судя по всему, является младшим ребёнком вождя и следовательно младшим братом Ами. Был побеждён и убит совместными усилиями Йонму и Едона в 69 серии
  - Ами (아미) — дочь Согёна, шпионка в Когурё. Была убита Кукхвой в 20 серии, когда она пытаясь разрушить дамбу. Перед тем как упасть замертво, дотянулась до лука и ранила обидчицу.
- Нанджэнъи (난쟁이/돌두령; Долдулён) — пиратский король, обосновавшийся на отдалённом острове, опекун Миры.
  - Мэбури (매부리) — сын Нанджэнъи и его единственный кровный родственник.
- Тэ (대)
- Ириоши (이리여시; чаще сокращают до Ири) — мальчик из Когурё, сын Коримджи, ровесник Едона. Одет в зелёный, относительно небольшой, халат с тёмно-зелёными пятнами, подпоясанный тёмным поясом, серые штаны и чёрные сапоги. Имеет длинные чёрные волосы, поверх которых надета белая повязка, а лицо украшают раскосые глаза и нос картошкой. Его отец состоял в сговоре с Тведжи, и когда первого убили, Ириоши поклялся отомстить. Ириоши, несмотря на юный возраст, довольно жесток, способен очень быстро передвигаться и также быстро взбираться на деревья, а под халатом хранит пояс с десятками ножей, которыми мастерски орудует и метает. На протяжении первого сезона демонстрировалось, что Ириоши до чёртиков боится, когда ему угрожают, а также боится животных крупнее человека (кабанов, тигров и львов). Тем не менее, когда его с Хоби поймали пираты Нанджэнъи и бросили в камеру с красными волками, Ириоши без страха поубивал большую их часть. Ириоши также гораздо смелее Хоби и охотно дерётся с людьми, особенно с защитниками Когурё, несмотря на то, что зачастую не осиливает их. Помимо смелости, Ириоши также один из самых близких и преданных своим хозяевам людей, который полностью посвятил себя служению им, а про его усердие вообще можно молчать. Впервые появился в 11 серии, где оплакивал своего отца и обнаруживает раненого Чхокпари, а узнав, кто он, соглашается выполнить его просьбу освободить Тведжи. После неудачи в этом, успел послужить Согёну (хоть это и не было показано), последовав вслед за героями. В 16 серии чуть не убил тяжело раненного Свеме, но Кукхва проткнула его шею ножом. Тем не менее Ириоши не умер, и вернувшись в 21 серии, объединился с Хоби, вместе с которым в дальнейшем попадал в львиную долю передряг, что вместе с желанием отомстить Когурё привязало обоих друг к другу. Вдвоем они успели повоевать против Когурё на стороне Нанджэнъи и Миры, вместе с последней примкнуть к вставшему на ноги Чхокпари, а потом, без Миры, присоединиться к Великому Атаману. В 42 эпизоде, из-за подставы Пау, Ириоши был тяжело ранен львом Великого Атамана и умер в следующей серии, едва успев обратиться к последнему, когда тот вошёл. В последний раз появился в воспоминаниях Согёна в 57 серии и, по словам последнего, украл у мёртвого Чансве важные бумаги и передал ему, когда пришёл к нему на службу.

#### Царство Суй/ Суйское Царство/ Империя Суй
- Ян Гуан (양광) — главный антагонист второго сезона мультсериала, сын предыдущего императора, которого он отравил, дабы быстрее получить трон и захватить Когурё. Единственный антагонист, который пережил Хоби, не считая его сына. Также, в отличие от своего реального прототипа, более поджарый и мускулистый, а также активно сражался на передовой.
- Моголь (모골) — министр империи Суй, а также советник её императоров. Судя по тому, что он в первом своём  появлении в 51 серии показан стариком при императоре Вэнь-ди (отце Яна Гуана), можно предположить что он служил правителям ещё во времена Северного Чжоу, а родился и вовсе в Западной Вэй
- Марьён — суйский генерал, отец Йонджи. По видимому, его образ основан на руководителе восстания 613 года Яне Сюангане.
- Йонджи (연지) — дочь суйского генерала Марьёна,
- Великий атаман (대추장) — поданный империи Суй